# 切爾沃納波利亞納 (多馬尼夫卡區)
47°25′44″N 30°57′38″E / 47.42889°N 30.96056°E
切爾沃納波利亞納（烏克蘭語：Червона Поляна），是烏克蘭南部的村莊，隸屬尼古拉耶夫州的沃茲涅先斯克區。該村始建於1946年，面積0.25平方公里，海拔高度28米，2001年人口4，人口密度每平方公里16.13人。